# Мусаб аль-Джувайр
Мусаб Фахд аль-Джувайр (араб. مُصْعَب فَهْد الْجُوَيْر‎; род. 20 июня 2003, Эр-Рияд) — саудовский футболист, полузащитник клуба «Аль-Хиляль» и сборной Саудовской Аравии.

## Биография

### Клубная карьера
8 августа 2021 года подписал профессиональный контракт с клубом «Аль-Хиляль». Дебютировал в Саудовской Премьер-лиге 4 ноября 2021 года в матче против «Дамака», выйдя на замену на 89-й минуте вместо Андре Каррильо. Спустя четыре минуты после выхода на поле он забил гол — «Аль-Хиляль» одержал победу со счётом 2:0.
12 января 2024 года присоединился к клубу «Аш-Шабаб» из Эр-Рияда на правах аренды сроком на шесть месяцев. 1 сентября 2024 года Аль-Джувайр снова присоединился к «Аль-Шабабу» на правах аренды, заключив соглашение до конца сезона.

### Карьера в сборной
Играл за юношескую, молодёжную и олимпийскую сборную Саудовской Аравии.
Дебютировал за сборную Саудовской Аравии 6 января 2023 года в рамках Кубка Персидского залива в матче со сборной Йемена — он забил гол с пенальти и Саудовская Аравия выиграла матч со счётом 2:0.

## Достижения
«Аль-Хиляль»
- Чемпион Саудовской Аравии (1): 2021/22
- Обладатель Кубка короля Саудовской Аравии (1): 2022/23
- Обладатель Суперкубка Саудовской Аравии (2): 2021, 2024
- Победитель Лиги чемпионов АФК (1): 2021